# Itame lycioidaria
Itame lycioidaria là một loài bướm đêm trong họ Geometridae.